# Hey Ya!
Hey Ya! – singiel amerykańskiego zespołu hip-hopowego Outkast z jego piątego albumu Speakerboxxx/The Love Below, napisany i wyprodukowany przez André 3000. Piosenka zdobyła nagrodę Grammy w kategorii Best Urban/Alternative Performance w roku 2004. Singiel pokrył się platyną w Stanach Zjednoczonych i podwójną platyną w Australii.
W 2004 utwór został sklasyfikowany na 182. miejscu listy 500 utworów wszech czasów magazynu Rolling Stone. Rolling Stone umieścił też utwór na 4. miejscu najlepszych piosenek dekady, a Pitchfork Media na podobnej liście nazwał go 12. najlepszym utworem z lat 2000–2009.

## Lista utworów
American 7" vinyl single
1. "Hey Ya!" (radio edit)
2. "Hey Ya!" (instrumental)

Australian CD single
1. "Hey Ya!" (radio edit)
2. "Ghetto Musick" (radio edit)
3. "Ghetto Musick" (Benny Benassi remix)

German CD maxi single
1. "Hey Ya!" (radio edit)
2. "Ghetto Musick" (radio edit)
3. "Ghetto Musick" (Benny Benassi remix)
4. "Hey Ya!" (Enhanced CD video)

UK 12" vinyl single
1. "Hey Ya!" (radio edit)
2. "Ghetto Musick"
3. "My Favourite Things"

UK CD single
1. "Hey Ya!" (radio edit)
2. "Ghetto Musick" (radio edit)

UK CD maxi single
1. "Hey Ya!"
2. "Ghetto Musick" (radio edit)
3. "My Favourite Things"
4. "Hey Ya!" (Enhanced CD video)

## Notowania
| Notowania (2003)          | Najwyższa pozycja |
| ------------------------- | ----------------- |
| Finnish Singles Chart     | 7                 |
| New Zealand Singles Chart | 2                 |
| Norwegian Singles Chart   | 1                 |
| U.S. Billboard Hot 100    | 1                 |
| Notowanie (2004)          | Najwyższa pozycja |
| Australian Singles Chart  | 1                 |
| Austrian Singles Chart    | 4                 |
| Canadian Singles Chart    | 1                 |
| Dutch Top 40              | 22                |
| French Singles Chart      | 7                 |
| German Singles Chart      | 6                 |
| Irish Singles Chart       | 2                 |

| Notowanie (2004)                                | Najwyższa pozycja |
| ----------------------------------------------- | ----------------- |
| Swedish Singles Chart                           | 1                 |
| Swiss Singles Chart                             | 9                 |
| UK Singles Chart                                | 3                 |
| U.S. Billboard Adult Top 40                     | 13                |
| U.S. Billboard Hot R&B/Hip-Hop Singles & Tracks | 9                 |
| U.S. Billboard Hot Dance Radio Airplay          | 1                 |
| U.S. Billboard Latin Pop Airplay                | 34                |
| U.S. Billboard Modern Rock Tracks               | 16                |
| U.S. Billboard Rhythmic Top 40                  | 1                 |
| U.S. Billboard Top 40 Mainstream                | 1                 |
| U.S. Billboard Top 40 Tracks                    | 1                 |